# Orbis Pictus
Orbis Sensualium Pictus eller Orbis Pictus (latin: Världen i bilder) är ett uppslagsverk och lärobok för barn, skriven av Johan Amos Comenius och publicerad 1658.
Boken översattes till många språk, bland andra tyska, italienska, franska, tjeckiska, ungerska och svenska. Orbis Pictus var illustrerad med olika träsnitt, och därmed den första läroboken för barn försedd med bilder.
Den blev populär och fortsatte länge att utkomma i nya utgåvor. Författaren Johann Wolfgang von Goethe har berättat att han lärde sig latin med dess hjälp i sin barndom.
Första upplagan med latinsk och svensk text utgavs i Riga 1683; året därpå utkom en upplaga i Åbo, och en ny utkom i Stockholm 1716. En förbättrad upplaga med latinsk/svensk/fransk text utgavs 1775, och omtrycktes 1796.